# Niqab

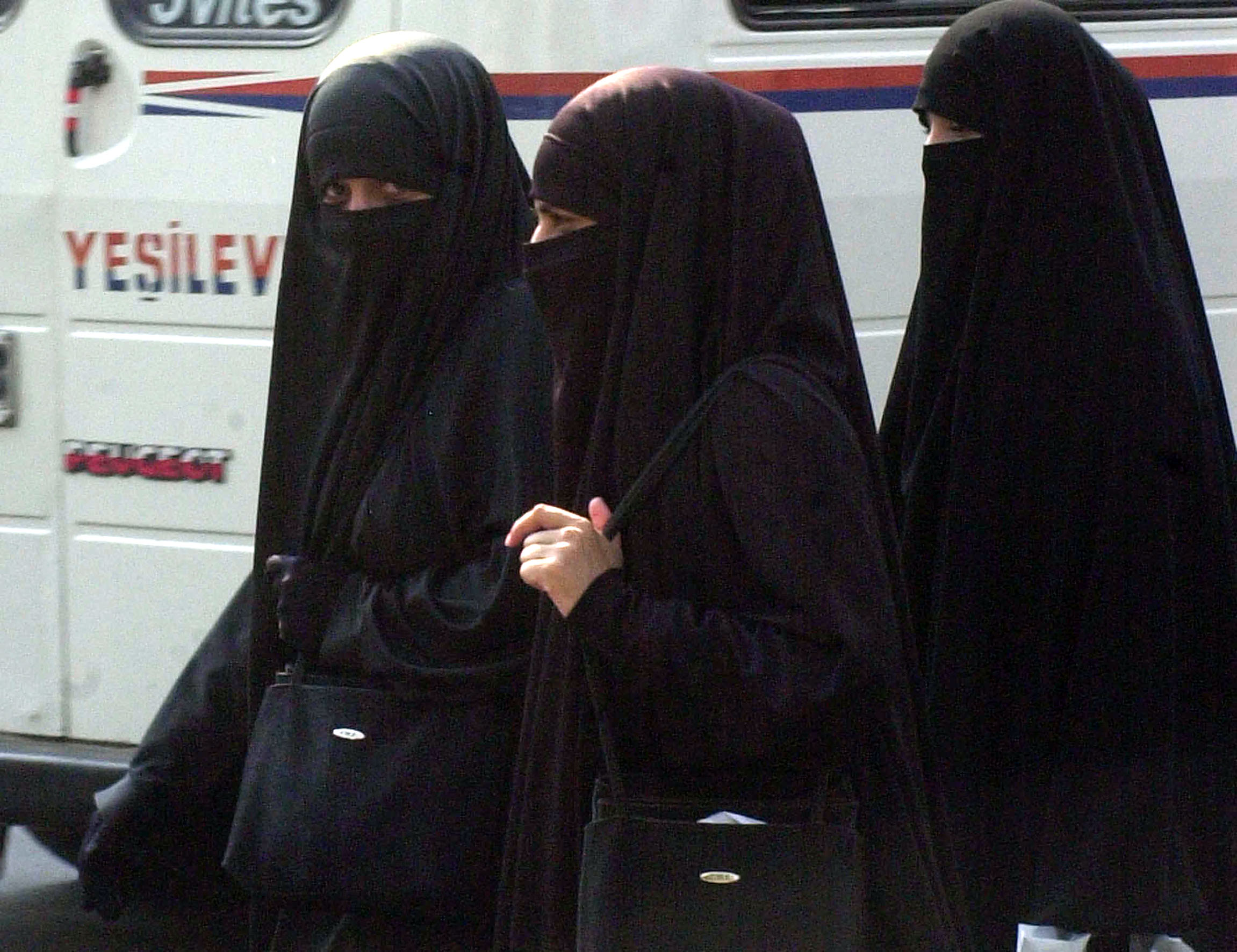
Donne che indossano il niqāb in Turchia.

Il niqāb (in arabo نقاب‎?) è un velo presente nella tradizione araba preislamica e in quella islamica, che copre l'intero corpo della donna, compreso il volto, lasciando scoperti solo gli occhi.

## Caratteristiche
Di solito si compone di due parti, divise fra loro: la prima è formata da un fazzoletto di stoffa leggero e traspirante, che viene collocato al di sotto degli occhi a coprire naso e bocca, e legato al di sopra delle orecchie, mentre la seconda parte è formata da un pezzo di stoffa molto più ampio del primo, che nasconde i capelli e buona parte del busto, da legare dietro la nuca, e poi lasciato cadere morbido lungo le orecchie. Esistono, tuttavia, altri tipi di "velo", che variano in modo più o meno consistente e sono utilizzati in diversi territori.

## Storia
Nel Vicino Oriente, il niqāb è spesso associato al wahhabismo, corrente fondamentalista legata all'Arabia Saudita; esso è tuttavia presente anche in aree non toccate da questo movimento. La maggioranza delle donne musulmane praticanti, tuttavia, in Egitto come in Africa Settentrionale, indossa un ḥijāb che copre soltanto i capelli.

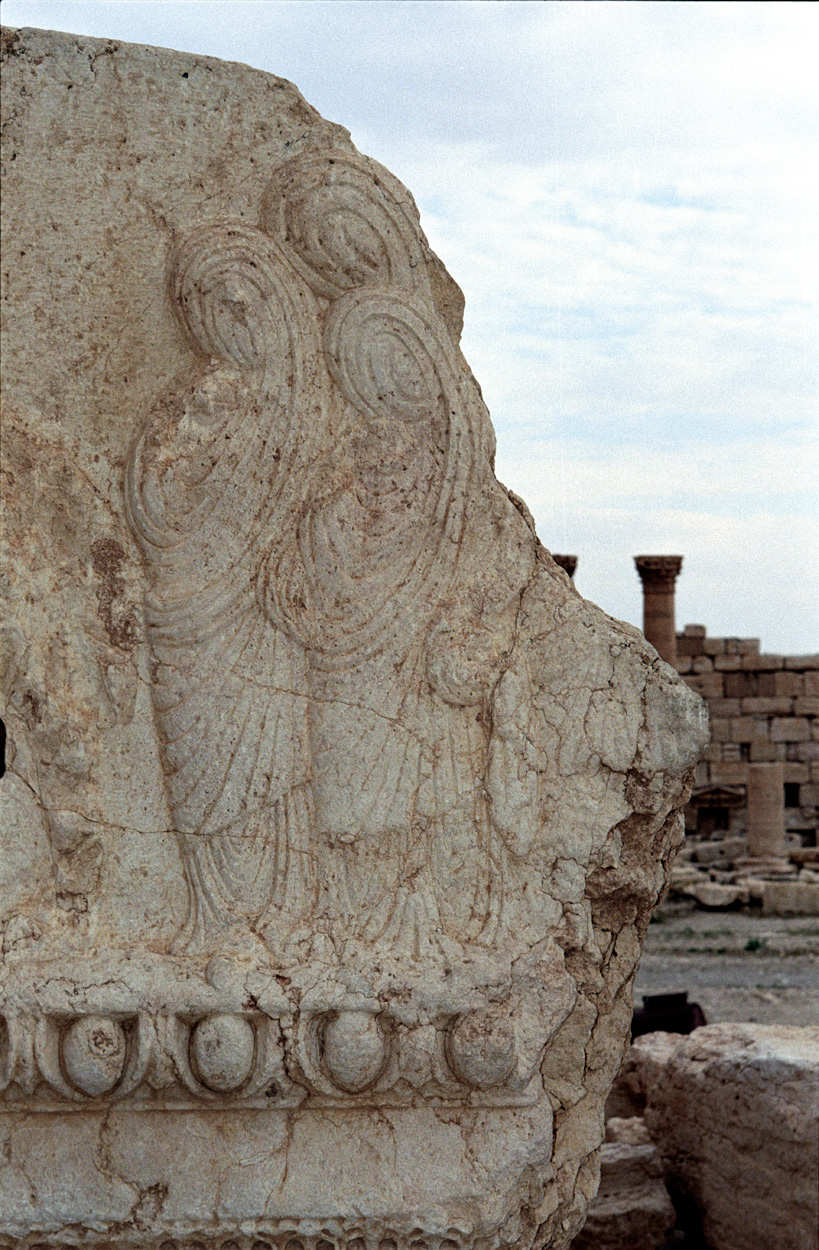
Rilievo raffigurante donne arabe coperte dal velo integrale. Palmira, Siria, Tempio di Baal (I secolo)
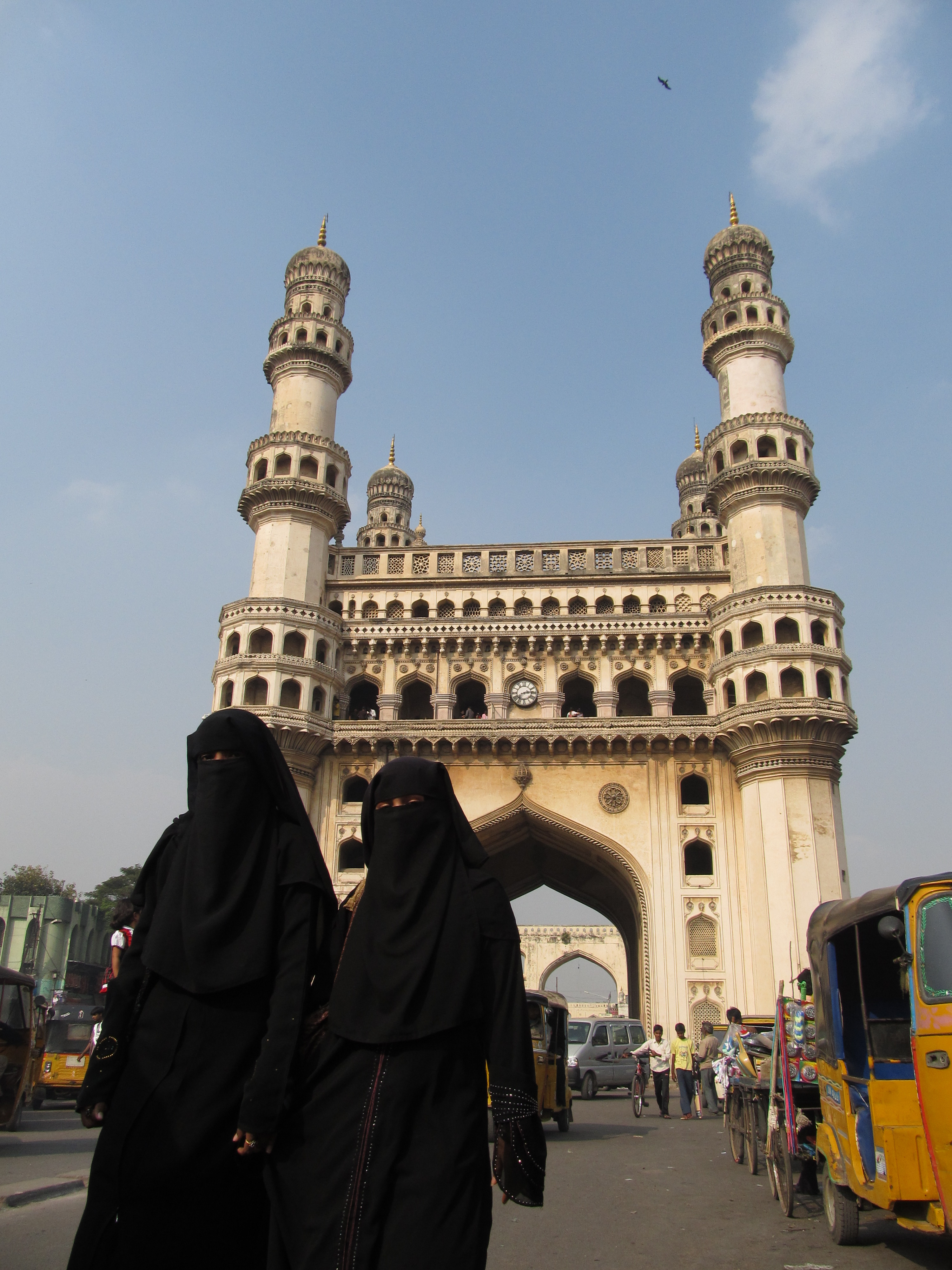
Donne musulmane col niqāb in India

## Indumenti analoghi in altre culture

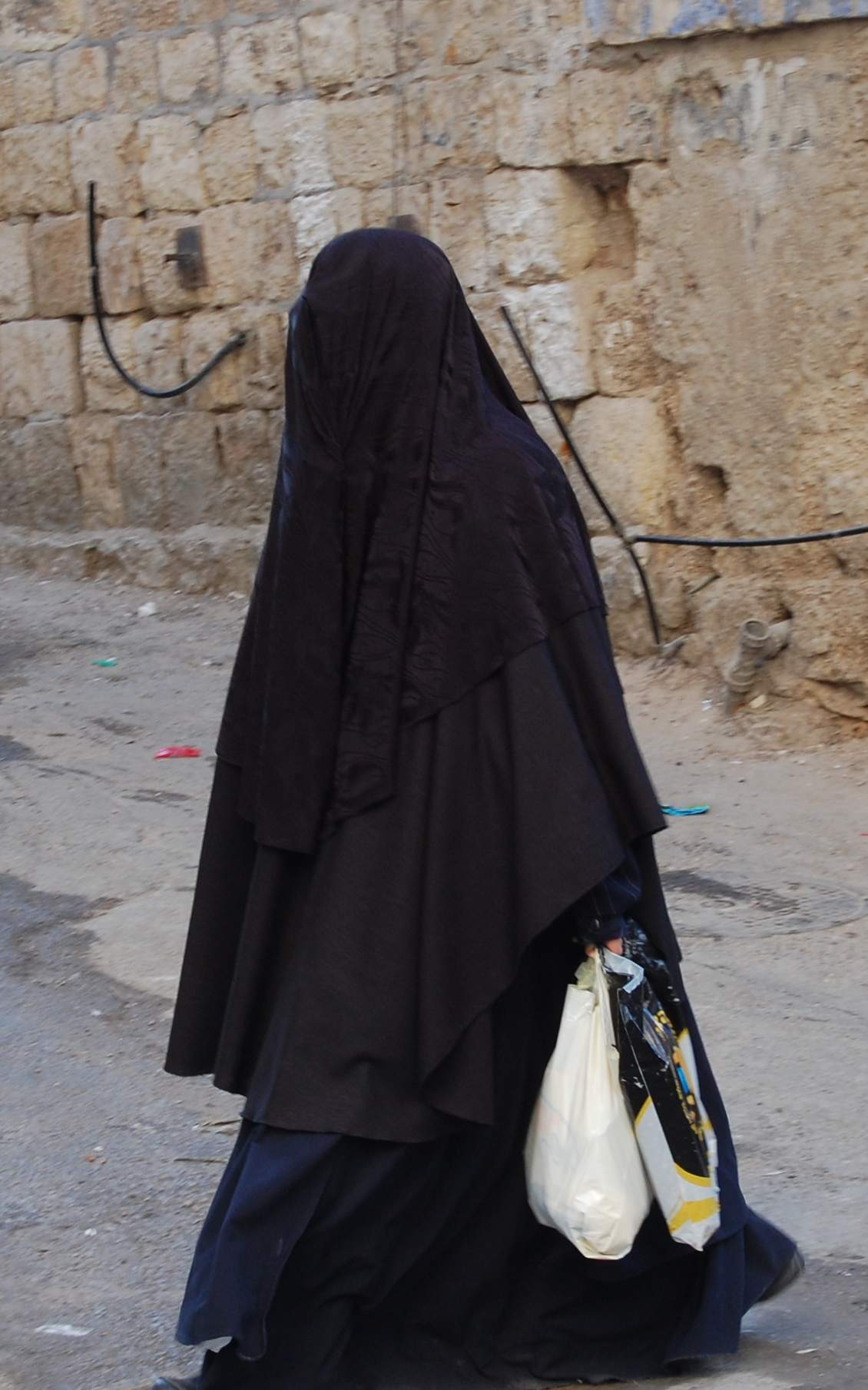
Una donna ebrea indossa il frumka nel quartiere di Mea Shearim a Gerusalemme.

Un abito femminile simile ad un niqab è il cosiddetto frumka (formato dalla parola yiddish פרום, 'devota', e dalla finale di burka) utilizzato da un centinaio di donne ebree della corrente charedì. Interpretando in modo radicale le regole della tzniut, esse non escono di casa se non dopo essersi completamente coperto il corpo con un velo nero.
Questo gruppo (che si concentra soprattutto nella città di Beit Shemesh) in Israele è considerato a tutti gli effetti una setta ed è apertamente contestato anche da gran parte del mondo charedì e in generale dagli ebrei religiosi. La leader del gruppo, Bruria Keren, nel 2008 è stata processata e condannata a quattro anni di carcere per avere abusato sessualmente dei propri figli minorenni, con la connivenza del marito.
Nel 2014 una donna vestita in questo modo ha tentato di forzare i controlli e di entrare nell'area del Kotel. La polizia israeliana le ha sparato, ferendola ad una gamba.

## Questioni legali

### Italia
In Italia l'utilizzo del niqāb in pubblico non è espressamente vietato.
Talvolta, tuttavia, il pubblico ministero ha promosso l'azione penale nei confronti di alcune donne che indossavano l'indumento in pubblico, facendo leva sull'articolo 5 della Legge 22 maggio 1975, n. 152, che punisce l'utilizzo in luoghi pubblici o aperti al pubblico di qualunque mezzo idoneo a rendere difficoltoso il riconoscimento della persona, senza che vi sia un giustificato motivo, e comunque durante le manifestazioni sportive o pubbliche. e alcuni tribunali hanno ritenuto fondata l'iniziativa.
Durante la XVI legislatura sono stati presentati alcuni disegni di legge promossi da politici della Lega Nord, UdC e Popolo delle Libertà volti ad introdurre una punizione espressa, ma il parlamento ha sempre ritenuto di evitarne l'approvazione.